# 金雅朗
金 雅朗（キム・アラン、朝: 김아랑、1995年8月22日 - ）は、韓国のショートトラックスピードスケート選手。2014年ソチオリンピック、2018年平昌オリンピック女子3000mリレー金メダリスト。高陽市庁所属。

## 経歴
全羅北道全州市生まれ。全羅第一高等学校、韓国体育大学校卒業。
小学校の時に兄に付いてスケート場へ通ううちに、コーチの目に留まりスピードスケートを始めた。
2013年シニア入りし、4月の2013-14シーズン国家代表選抜戦で女子の部総合3位となり、シニア国家代表6名の中に選ばれた.。2013年9月のワールドカップ第1戦では1500mで2位、3000mリレーで優勝すると、第2戦の1500mでは7連覇中の沈錫希を下しワールドカップ個人戦初勝利を手にした。以後、ワールドカップで4勝を遂げオリンピックに臨んだ。
2014年2月、期待を受けたソチオリンピックであったが、急性胃炎などのコンディションに悩まされ個人戦はいずれの種目もメダル獲得に失敗したが、3000mリレーでは意地を見せ韓国チームの金メダル獲得に貢献した。続く世界選手権では1500mで2位となった。
2014-15シーズン国家代表選抜戦で肩を負傷し、回旋筋腱板を損傷。シーズンではワールドカップにおいて3勝し、2015年2月のユニバーシアードでは1000m、1500mの2冠となった。3月の世界選手権では1000m予選で転倒しフェンスに衝突した。5分以上起きられず病院に運ばれたが、怪我の程度が軽かったため残りのレースに出場した。この大会でキム・アランは1500m4位、3000mスーパーファイナル3位と良い滑りを見せ、総合で6位となった。肩の手術は2015年選抜戦前後に行った。
2015-16シーズンのワールドカップでは、主種目である1000mや1500mはライバルの台頭もあり最高3位に終わったものの、3000mリレーでのチーム4連勝に貢献した。2016年2月の第6戦において、練習中に足首を負傷し以後のレースを欠場。3月の世界選手権でも怪我の影響が残り個人戦には欠場したものの、3000mリレーの準決勝にのみ出場し、チームの優勝に貢献した。
2016年4月の2016-17シーズン国家代表選抜戦では敗れ、太極旗を降ろす事になった。また、2017年1月に出場した国内学生大会では、他の選手のスケート靴の刃が頬に当たり、顔を切るけがを負った。しかし、2月のユニバーシアードでは1500mで2位、3000mリレーでは優勝を収めた。
2017年4月の2017-18シーズン国家代表選抜戦では総合2位となり、2年ぶりに韓国代表へ復帰した。
2018年2月の平昌オリンピックでは、1500mで予選・準決勝と1位通過であったが決勝で惜しくも4位となった。3000mリレーでは金メダルを獲得し、韓国チームとしてオリンピック2連覇を達成した。シーズン最後を締める世界選手権では、個人では3000mスーパーファイナル3位、総合5位、チームとしては3000mリレーで優勝した。
2022年、北京オリンピックでは開会式で旗手を務め、3000mリレーで銀メダルを獲得した。